# コンバットレスリング
コンバットレスリング（英: Combat Wrestling）は、木口道場の創始による関節技、絞め技のあるレスリング。あるいは打撃のない総合格闘技である。

## 概要
創始者の木口宣昭がレスリング出身ということもあり、レスリングをベースにサブミッションを加えた格闘技である。通常のレスリングは、関節技や絞め技はフォールに結びつく物以外は反則となり、相手の両肩を一秒以上マットに押さえつけるとフォールとなり勝利となるが、コンバットレスリングはフォールでは勝利にならず（判定時のポイントにはなる）、関節技か絞め技によるタップ（ギブアップの意思表示）があった場合に試合終了となるのが基本ルールである。打撃技は基本的に禁止されている。
大会には有名な総合格闘家も参加していて、全日本大会も開かれている。

## 階級
- 60kg
- 66kg
- 73kg
- 80kg
- 80kg以上(+80kg)

以上５階級、計量はリミットまで。

## 歴代全日本選手権優勝者
2021年新型コロナウイルス感染症のパンデミックの影響で開催せず、ただし12/11に全日本オープン開催
全日本オープン優勝者(12/11埼玉県カミケンシルクドーム)
- 62kg級 吉竹哲也
- 68kg級 上田敦雄
- 74kg級 林拓海
- 82kg級 斉藤秀昭
- 90kg級 伊左次雄介
- 100kg級 佐々木太一
- +100kg級 倉島信行

2020年全日本選手権開催予定(3/22国士舘大学レスリング場)だったが、新型コロナウイルス感染症のパンデミックの影響で中止
2019年全日本選手権優勝者(3/17国士舘大学レスリング場)
- 62kg級 坂本純
- 68kg級 田場マサオ
- 74kg級 戸津龍佑
- 82kg級 穴田龍洋
- 90kg級 伊左次雄介
- 100kg級 佐々木太一(2連覇)
- +100kg級 皆川大輔(3連覇)

2018年全日本選手権優勝者(3/18国士舘大学レスリング場)
- 57kg級 八重樫大輔
- 62kg級 田村裕之
- 68kg級 渡部修斗(2連覇)
- 74kg級 嶋田元紀
- 82kg級 蓮見隆太
- 100kg級 佐々木太一
- +100kg級 皆川大輔(2連覇)

2017年全日本選手権優勝者(3/26国士舘大学レスリング場)
- 57kg級 入山省吾
- 62kg級 田中淳平
- 68kg級 渡部修斗
- 74kg級 和田健太郎
- 82kg級 佐藤竜太(2連覇)
- 90kg級 菊池嘉幸
- 100kg級 西村刀(2階級制覇・2連覇)
- +100kg級 皆川大輔

2016年全日本選手権優勝者(3/13国士舘大学レスリング場)
- 62kg級 吉竹哲也
- 68kg級 和田健太郎
- 74kg級 三浦寛喜
- 82kg級 佐藤竜太
- 90kg級 小田貴久
- +100kg級 西村刀

2014・2015年度は全日本選手権開催せず
2013年全日本選手権優勝者(3/24国士舘大学レスリング場)
- 60kg級 林駿平
- 66kg級 鷹島大樹
- 73kg級 村上貴将
- 80kg級 植松直哉
- +80kg級 砂奥洋明

2012年全日本選手権優勝者(3/18町田市立総合体育館)
- 55kg級 川浪洋平
- 60kg級 佐々木憂流迦
- 66kg級 渡部修斗
- 73kg級 岡田章
- 80kg級 パガニ・ジョナサン
- +80kg級 守光博史

2011年は全日本選手権開催せず
2010年全日本選手権優勝者(3/20町田市立総合体育館)
- 60kg級 秋本仁
- 66kg級 植松直哉
- 73kg級 岡田章
- 80kg級 北岡悟
- +80kg級 守光博史

2009年全日本選手権優勝者(3/22町田市立総合体育館)
- 60kg級 秋元仁
- 66kg級 佐々木郁矢
- 73kg級 永田克彦
- 80kg級 永木健二
- +80kg級 竹内出

2008年全日本選手権優勝者(3/23町田市立総合体育館)
- 60kg級 秋元仁
- 66kg級 沼尻健
- 73kg級 高橋良治
- 80kg級 北岡悟
- +80kg級 下中隆広

2007年全日本選手権優勝者(3/21町田市立総合体育館)
- 58kg級 秋元仁
- 62kg級 長谷川里士
- 67kg級 馬場勇気
- 73kg級 五味隆典
- 80kg級 春原幸徳
- +80kg級 竹内出

2006年全日本選手権優勝者(3/18町田市立総合体育館)
- 58kg級 鈴木一美
- 62kg級 村上貴将川里士
- 67kg級 鈴木徹
- 73kg級 田中宏茂
- 80kg級 井上裕貴
- +80kg級 竹内出

2005年全日本選手権優勝者(3/19町田市立総合体育館)
- 58kg級 百武直宏
- 62kg級 秋元じん
- 67kg級 風間奨勇気
- 73kg級 植松直哉
- 80kg級 花井岳文
- +80kg級 竹内出

2004年全日本選手権優勝者(3/20町田市立総合体育館)
- 58kg級 畑武彦
- 62kg級 村田卓実
- 67kg級 中村浩士
- 73kg級 山崎昭博
- 80kg級 鈴木琢也
- +80kg級 竹内出

2003年全日本選手権優勝者(3/23町田市立総合体育館)
- 60kg級 中村浩
- 66kg級 上田将勝
- 74kg級 五味隆典
- 84kg級 竹内出
- +84kg級 宮沢誠

2002年全日本選手権優勝者(3/24町田市立総合体育館)
- 60kg級 高橋大児
- 66kg級 戸井田克也
- 74kg級 五味隆典
- 84kg級 竹内出
- +84kg級 相沢純

2001年全日本選手権優勝者(3/20町田市立総合体育館)
- 58kg級 中井秀治
- 63kg級 佐藤 克仁
- 69kg級 五味隆典
- 76kg級 佐藤留美奈
- 85kg級 竹内出
- +85kg級 ジェイソン・ビコー

## 世界選手権及び日本代表
第1回2015年8月開催
ブルガリア共和国/ヴァルナ
第2回2016年10月開催
ハンガリー/タマシ
第3回2017年10月開催
日本/埼玉(日本開催のため、各階級2名出場)
62kg級 入山省吾 2位
　　　　田場マサオ 3位
68kg級 渡部修斗 優勝
　　　　児玉亮太 3位
74kg級 和田健太郎 2位
　　　　齋藤秀昭 3位
82kg級 小田貴久 2位
　　　　佐藤竜太 3位
90kg級 佐々木太一 3位
100kg級 久能孝徳 優勝
　　　　 西村刀 2位
+100kg級 小澤幸康 2位
　　　　　皆川大輔 3位
第4回2018年10月開催
アメリカ/セントルイス
ベテラン68kg級 金光武秋 2位
シニア74kg級 齋藤秀昭 3位
ベテラン82kg級 小岩健一 2位
シニア90kg級 佐々木太一 3位
第5回2019年10月開催
ルーマニア/ ブカレスト
ベテラン-90㌔級 小田貴久 2位
ベテラン-62㌔級 安東努 優勝
アダルト-62㌔級 安東努 3位
第6回2020年10月開催予定
ハンガリー　新型コロナウイルス感染症のパンデミックの影響で中止